# 高丘バスストップ
高丘バスストップ（たかおかバスストップ）とは、かつて北海道苫小牧市字高丘に設置されていた、道央自動車道上の都市間バス専用のバス停。2018年3月31日をもって廃止された。

## 概要
国道276号と道央自動車道の交点付近に位置していた。緊急入退出路となっている場所に設けられていた。
利用者が僅少であることに加え、近隣にて苫小牧中央インターチェンジの設置工事が始まったことから、2018年1月19日に行われた苫小牧市公共交通協議会で同年3月31日をもっての廃止が提案・了承されたことにより廃止となった。

## 周辺
- 高丘霊園
- 緑ヶ丘公園 - 徒歩20分
  - ハイランドスポーツセンター
- 苫小牧市立病院 - 徒歩20分
- 樽前山神社 - 徒歩20分

## 路線
廃止当時（2018年3月31日現在）

### 上り線（室蘭方向）
- 道南バス
  - 高速おんせん号 登別温泉行
  - 高速白鳥号・高速はやぶさ号 室蘭観光協会前行
  - 高速室蘭サッカー号 室蘭大谷高校行
  - 高速伊達ライナー号 伊達駅前行
- 北海道中央バス
  - 高速むろらん号 室蘭観光協会前行・室蘭大谷高校行

### 下り線（札幌方向）
- 道南バス
  - 高速おんせん号/高速白鳥号/高速室蘭サッカー号/高速伊達ライナー号 札幌駅前ターミナル行
  - 高速はやぶさ号 新千歳空港行
- 北海道中央バス
  - 高速むろらん号 札幌駅前ターミナル行

## 隣
E5道央自動車道
(20)苫小牧西IC - (21)苫小牧中央IC - 高丘BS - (22)苫小牧東IC